# Niemieckie czołgi zdobyczne w okresie II wojny światowej
Niemieckie czołgi zdobyczne w okresie II wojny światowej – czołgi zdobyte, a następnie użytkowane przez Wehrmacht na frontach II wojny światowej w latach 1939–1945.
Z braku rodzimego sprzętu Niemcy wyposażali w zdobyczne czołgi jednostki na drugorzędnych teatrach działań wojennych na przykład jednostki Waffen-SS w Jugosławii, gdzie użyto czołgów francuskich (używała ich między innymi 7 Ochotnicza Dywizja Górska SS „Prinz Eugen”) ale także jednostki Wehrmachtu na froncie wschodnim (285 Kompania Czołgów Zdobycznych) czy jednostki naziemne Luftwaffe (do ochrony lotnisk), użytkujące między innymi zdobyczne polskie pojazdy. Natomiast część przerabiano na przykład na działa samobieżne, ciągniki artyleryjskie, czy transportery amunicji. Czasami także posyłano zdobyty sprzęt do szkół wojsk pancernych i oddziałów szkoleniowych.
Oto lista czołgów użytkowanych przez Panzerwaffe w II wojnie światowej – obok oznaczenia niemieckie:
 Pierwsza Republika Czechosłowacka:
- LT vz. 35 – PzKpfw 35(t)
- LT vz. 38 – PzKpfw 38(t)

 Francja:
- Hotchkiss H-35 – PzKpfw 35H 734(f)
- Hotchkiss H-39 – PzKpfw 39H 735(f)
- Somua S-35 – PzKpfw 35S 739(f)
- Renault FT – PzKpfw 17R 730(f)
- Renault R-35 – PzKpfw 35R 731(f)
- Char B1 – PzKpfw B2 740(f)

 Polska:
- TK-3 – PzKpfw TK(p)
- TKS – PzKpfw TKS(p)
- 7TP – PzKpfw 7TP 731(p)

 Stany Zjednoczone:
- M3 Stuart – PzKpfw M3 740(a)
- M3 Lee – PzKpfw M3 747(a)
- M4 Sherman – PzKpfw M4 748(a)

 Wielka Brytania:
- Vickers Carden Loyd Mark VI – PzKpfw Mk VI 736(e)
- Mk I Matilda – PzKpfw Mk I 747(e)
- Mk II Matilda – PzKpfw Mk II 748(e)
- Mk III Valentine – PzKpfw Mk III 749(e)
- Cruiser Mk II – PzKpfw Mk II 742(e)

 Włochy:
- L6/40 – PzKpfw L6/40 733(i)
- M11/39 – PzKpfw M11/39 734(i)
- M15/42 – PzKpfw M15/42 738(i)
- P26/40 – PzKpfw P40 737(i)

 ZSRR:
- T-34 – PzKpfw T-34 747(r)
- KW-1 – PzKpfw KV-1a 753(r)
- KW-2 – PzKpfw KV-2 754(r)
- T-26 – PzKpfw T-26 734(r)
- T-35 – PzKpfw T-35 751(r)
- BT-7 – PzKpfw 742(r)